# Barlest
Barlest är en kommun i departementet Hautes-Pyrénées i regionen Occitanien i sydvästra Frankrike. Kommunen ligger i kantonen Saint-Pé-de-Bigorre som tillhör arrondissementet Argelès-Gazost. År 2022 hade Barlest 320 invånare.

## Befolkningsutveckling
Antalet invånare i kommunen Barlest
| Referens: INSEE |